# Papouasie-Nouvelle-Guinée aux Jeux olympiques
La Papouasie-Nouvelle-Guinée participe aux Jeux olympiques depuis 1976. Elle a envoyé des athlètes à chaque jeux depuis cette date, sauf aux Jeux olympiques d'été de 1980, qu'elle a boycottés. Le pays n'a jamais participé aux Jeux d'hiver. 
Le pays n'a jamais remporté de médailles.
Le Comité national olympique de la Papouasie-Nouvelle-Guinée a été créé en 1973 et a été reconnu par le Comité international olympique (CIO) l'année suivante.